# Sniper: Ghost Warrior 3
Sniper: Ghost Warrior 3 – kontynuacja gry akcji Sniper: Ghost Warrior i Sniper: Ghost Warrior 2, wyprodukowana przez CI Games. Podobnie jak w poprzednich częściach gry, tak i teraz gracz wciela się w strzelca wyborowego, infiltrującego terytoria wroga. Snajper próbuje niezauważenie przedostać się w pobliże celu i wyeliminować go z bezpiecznej odległości. W odróżnieniu od poprzedników, w trzeciej części gry gracz ma większą swobodę rozgrywki, oprócz tego wprowadzono do zabawy elementy survivalowe.
Gra została wydana na trzy platformy sprzętowe: PC, PlayStation 4 oraz Xbox One.

## Fabuła
Fabuła gry została osadzona w realiach uwspółcześnionej wersji Zimnej Wojny, tj. konfliktu pomiędzy Rosją a Stanami Zjednoczonymi. Grupa separatystów, wspierana przez władze na Kremlu, dostaje rozkaz zdestabilizowania odległego regionu Gruzji. Gracz wciela się w postać snajpera piechoty morskiej – Jonathana Northa, którego misją jest sprawna i możliwie cicha eliminacja kluczowych celów. W fabułę wplecione są również osobiste wątki bohatera, tj. jego sprawa związana z zaginionym w tym rejonie młodszym bratem. Bohater działający samotnie za linią wroga, musi podejmować decyzje, z którymi stronami konfliktu warto współpracować, a komu trzeba stawić czoła.

## Rozgrywka
Sniper: Ghost Warrior 3 jest strzelanką pierwszoosobową z elementami komputerowej gry fabularnej. Po zakończeniu każdej misji są podsumowywane osiągnięcia gracza i przyznawane mu tzw. punkty doświadczenia, które następnie może wymieniać na rozwój umiejętności głównego bohatera w trzech drzewkach: snajpera, wojownika i ducha.
Główny bohater może wybierać spośród kilkudziesięciu rodzajów broni, do których będą dostępne różnego rodzaju magazynki oraz osprzęt pomocniczy, taki jak: dwójnóg, celowniki, tłumik oraz amunicja o różnych parametrach (zastosowaniu). Sprzęt używany przez bohater ma ograniczoną wytrzymałość i co jakiś czas wymaga napraw.

## Odbiór gry
Sniper: Ghost Warrior 3 spotkał się z mieszanymi reakcjami recenzentów, osiągając według agregatora Metacritic średnią ocen wynoszącą od 56 do 59 punktów na 100 możliwych, w zależności od platformy.